# Kafr Kamra
Kafr Kamra (tiếng Ả Rập: كفر كمرة, cũng đánh vần là Kfar Kamrah) là một ngôi làng ở miền bắc Syria, một phần hành chính của Tỉnh Hama, nằm ở phía tây Hama. Các địa phương lân cận bao gồm Awj ở phía bắc, Aqrab và Qarmas ở phía đông bắc, Houla ở phía đông, Maryamin ở phía đông nam, Akakir và Kafr Ram, Ayn Halaqim ở phía tây và Nisaf ở phía tây bắc. Theo Cục Thống kê Trung ương Syria, Kafr Kamra có dân số 2.895 trong cuộc điều tra dân số năm 2004. Cư dân của nó chủ yếu là Alawites.